# Il cardinale Lambertini
Il cardinale Lambertini è un'opera teatrale scritta da Alfredo Testoni nel 1905. È considerata l'opera più importante della sua produzione teatrale, definita da Berenson come "degna dello Shakespeare comico".
Ebbe due versioni cinematografiche e una riduzione televisiva. La commedia ha per protagonista il cardinale bolognese Prospero Lorenzo Lambertini, futuro papa Benedetto XIV, arcivescovo di arcivescovo di Bologna dal 1731 al 1740.

## Produzione
Testoni fece approfondite ricerche presso la Biblioteca dell'Archiginnasio per delineare accuratamente il personaggio e il contesto storico dell'opera. Sottopose il testo all'attore Ermete Zacconi, che accettò il ruolo del protagonista. La prima rappresentazione, nel 1905 al Teatro Costanzi di Roma, non fu un immediato successo. La buona, ma non entusiastica, accoglienza da parte del pubblico convinse l'autore a mettere mano al testo, eliminando un atto. La nuova versione, che divenne poi definitiva, piacque subito moltissimo, e fu rappresentata a lungo in molte città italiane. Nel 1923, quasi vent'anni dopo la prima, venne messa in scena per la millesima volta.
I proventi dei diritti d'autore sulla fortunata commedia permisero a Testoni di acquistare un'automobile, soprannominata Lambertina in onore del suo personaggio più celebre, e successivamente una villa sulle colline bolognesi.

## Adattamenti
Nel 1931 la commedia fu adattata in bolognese dallo stesso Testoni per l'allestimento teatrale al Teatro del Corso, con protagonista Umberto Bonfiglioli (il ruolo dialettale fu poi negli anni '50, '60 e '70 il cavallo di battaglia di Bruno Lanzarini, poi di Arrigo Lucchini e dal 1988 di Guido Ferrarini).
Dopo una prima versione cinematografica, del 1934, la popolarità dell'opera venne rinverdita nel secondo dopoguerra, grazie all'attore Gino Cervi, famoso soprattutto per aver dato il volto a Peppone nei film tratti dai romanzi di Giovannino Guareschi. Cervi, bolognese, interpretò il ruolo del cardinale Lambertini nella produzione teatrale per la regia di Alessandro Brissoni (1954) e in un film del 1954 diretto da Giorgio Pàstina, poi in uno sceneggiato televisivo del 1963 diretto da Silverio Blasi.
La commedia fu riportata sul palcoscenico, al Teatro Argentina di Roma, nella stagione 1981/1982 con la regia di Luigi Squarzina, protagonista Gianrico Tedeschi.